# Ireneo Sanesi
Ireneo Sanesi (Arezzo, 7 novembre 1868 – Pavia, 23 gennaio 1964) è stato un filologo, critico letterario, poeta e accademico italiano.

## Biografia
Iniziò i suoi studi a Pistoia e li proseguì, fino all'età di sedici anni, sotto la diretta guida del padre Tommaso, preside del liceo classico di quella città, nonché erudito e apprezzato grecista, verso il quale il figlio Ireneo nutriva «ammirazione fervida».
Nel 1891 conseguì la laurea in lettere all'università di Firenze, dove fu allievo prediletto di Pio Rajna. La tesi di laurea su Il cinquecentista Ortensio Lando fu pubblicata due anni più tardi. Nel 1892 perfezionò i suoi studi presso la Scuola normale superiore di Pisa, quale allievo e collaboratore di Alessandro D'Ancona.
Dal 1893 iniziò per lui una lunga serie di «peregrinazioni professionali», come egli le definì, da un liceo all'altro di varie città: da Massa a Firenze, da Potenza a Reggio Calabria, da Lecce a Lucca. Dal 1902, come vincitore di concorso fu assegnato a un istituto tecnico romano. Si fermò nella capitale per dodici anni, svolgendo anche attività di ricerca e collaborando con prestigiose riviste come «Nuova Antologia» e «La Critica» di Benedetto Croce.
Dal 1913 fu docente ordinario di lettere italiane nell'università di Pavia, dove insegnò fino al collocamento a riposo per anzianità. Allo scoppio della prima guerra mondiale, si arruolò come volontario, ma fu esonerato dai combattimenti per la sua salute cagionevole. Nel 1925 sottoscrisse il Manifesto degli intellettuali antifascisti, in armonia con la propria «personalità indipendente anche nei rapporti civili, in un periodo politicamente pericoloso», tenendosi sempre «lontano dagli intrighi e dai compromessi di certi ambienti universitari».

## Orientamento metodologico
Alle attività di docente e di filologo, Ireneo Sanesi affiancò anche qualche sobrio componimento poetico. La sua opera considerata fondamentale e interessante anche dal punto di vista metodologico, è La Commedia, una storia della commedia italiana indagata in tutte le sue espressioni, che richiese decenni di appassionata ricerca.
Sul piano del metodo il Sanesi rivendica con forza l'importanza della ricerca storica, che egli reputa imprescindibile anche al fine di evitare gli eccessi dell'estetismo di derivazione crociana. Chi sottovaluta la premessa essenziale della ricerca storica, a suo avviso commette un grosso errore, «tanto più grave e pericoloso quanto più è certo che , mentre le indagini storiche sono del tutto indipendenti dalla valutazione estetica, la valutazione estetica è, al contrario, strettamente legata alle indagini storiche dalle quali deve necessariamente partire; e quanto più è possibile che, obliandosi i principi fondamentali su cui quelle indagini riposano, si cada nella leggerezza, nella superficialità, nella falsità».
Lo stesso equilibrato impianto metodologico egli applicò ai suoi studi sul Manzoni e alla maggior parte dei suoi saggi. Giunse alla conclusione che la critica filologica «non è né superiore né inferiore alla critica più propriamente letteraria ed estetica; giacché, se questa esige una maggiore finezza di gusto e una più squisita sensibilità artistica, quella richiede un più sottile acume d'intelligenza».

## Opere
Vari studi e saggi brevi di Ireneo Sanesi sono disseminati in riviste letterarie come «Giornale storico della letteratura italiana», «La Cultura», «Nuova Antologia», «Studi danteschi», «La Voce», «Annali manzoniani» ed altri. Qui di seguito sono elencate solo le opere in volume:
- Elegie, Pistoia, Bracali, 1892.
- Il cinquecentista Ortensio Lando, Pistoia, Bracali. 1893.
- La discendenza di Geri del Bello, Pistoia, Bracali, 1895.
- Per l'interpretazione della Commedia, Torino, Paravia, 1902.
- Rime, Pistoia, Bracali, 1903.
- La Commedia, volume primo, Milano, Vallardi, 1911.
- Commedie del Cinquecento, volumi primo e secondo, Bari, Laterza, 1912.
- Scritti vari di erudizione e di critica in onore di R. Renier, Torino, Bocca, 1912.
- Romolo, leggenda drammatica in tre atti, Bari, Laterza, 1913.
- L'ultima navigazione di Ulisse, Torino, Paravia, 1919.
- Dante a Siena, Milano, Treves, 1921.
- L'arte di Dante, Padova, Drucker, 1923.
- La Locandiera del Goldoni, con introduzione e note, Torino, Paravia, 1914.
- L'insegnamento universitario del Monti e del Foscolo, in Contributi alla storia dell'università di Pavia, Pavia, 1915.
- L'unità e indivisibilità del Canzoniere petrarchesco, in Studi petrarcheschi, Arezzo, Dalla editoriale italiana contemporanea, 1928.
- I Canti, le Operette morali e i Pensieri di Giacomo Leopardi, introduzione e commento, Firenze, Sansoni, 1931.
- La Commedia, volume secondo, Milano, Vallardi, 1935.
- La Divina Commedia ispiratrice di nuove opere di poesia, in Studi su Dante, volume quarto, Milano, Hoepli, 1938.
- Il Canto secondo del Paradiso, Firenze, Sansoni, 1940.
- Saggi di critica e storia letteraria, Milano, Bocca, 1941.
- Opere di Alessandro Manzoni, in tre volumi a cura di Ireneo Sanesi:
- Volume primo: Poesie rifiutate e abbozzi delle riconosciute, Firenze, Sansoni, 1954.
- Volume secondo: Le Tragedie secondo i manoscritti e le prime stampe, ivi, 1958.
- Volume terzo: Le Poesie e le Tragedie secondo la redazione definitiva, ivi, 1961.